# Meranoplus niger
Meranoplus niger é uma espécie de formiga do gênero Meranoplus, pertencente à subfamília Myrmicinae.